# Саргон Акадски
Саргон Акадски или Саргон Велики је био краљ Акада, познат по освајањима сумерских градова држава у 24. и 23. веку пре Христа. Оснивач је акадске династије. Основао је прво познато царство звано Акадско царство, а владао је од 2334. до 2279. п. н. е. Његово царство се простирало од Елама до Медитерана, укључујући Месопотамију, делове Ирана и Сирије и могуће делове Анадолије и Арапског полуострва. Владао је из града Акада, кога је саградио на левој обали Еуфрата. Саргон је један од првих у историји, који је створио мултиетничко царство, којим је управљано из једног центра. Његова династија је владала Месопотамијом око једног века.

## Порекло и долазак на власт
Легенда о Саргону је један некомплетан сумерски текст, који описује Саргонов живот. Постоје многи некомплетни делови. Из текста се сазнаје име Саргонова оца. Краљ Киша је Саргона унапредио да буде носилац пехара. Један сан је страшно преплашио краља Киша. Саргон је сањао да божица Инану утапа краља Киша Ур-Забабу. Ур-Забаба је настојао да убије Саргона, али је наводно божица Инана то спречила. После тога послао га је у Урук са глиненом плочицом, на којој је писао краљу Урука да убије Саргона. Даљи делови легенде недостају, а ту вероватно пише како је Саргон постао краљ. Сумерски текст каже да је Саргон владао 56 година. Асиријски текст из 7. века пре Христа, који је наводно Саргонова аутобиографија има део у коме се тврди да је Саргон био незаконит син свештенице. Његово рођење и детињство су ту описани.
Моја мајка је била висока свештеница, а за оца нисам знао. Браћа мога оца волела су брда. Мој град је Азупирану, који се налази на обалама Еуфрата. Моја ме мајка зачела и у тајности родила. Ставила ме у кошару од трске, а битуменом је затворила поклопац. Бацила ме у реку, која ме поклопила. Река ме носила до Акија, носача воде. Аки ме узео као свога сина. Касније ме поставио као свога вртлара. Док сам био вртлар Иштар ми је била благонаклона и за четири године .... ја сам постао краљ.

## Стварање Акадског царства
Када је дошао на власт у Кишу Саргон је убрзо напао Урук, којим је владао Лугал-Заге-Си од Уме. Освојио је Урук и срушио је чувене зидине Урука. Браниоци су напустили град и придружили се војсци провинција. Још су се одиграле две жестоке битке, у којима је Саргон победио снаге Сумера. Краља Урука Лугал-Заге-Сија је заробио. Непријатеље је гањао до Ура, а затим се вратио на исток до Лагаша и до Персијског залива, где је симболички опрао руке да покаже да је потпуно освојио Сумер.
Да би смањио могућност појаве побуне у Сумеру поставио је 5.400 својих људи да управљају Сумером. Могуће је да је тих 5.400 припадало Саргоновој војсци. Саргон је као гувернере сумерских градова држава одабрао Акаде, а не Сумере. Семитски акадски језик постао је службени језик на свим записима из Месопотамије. Саргоново царство је одржавало трговачке и дипломатске контакте са краљевинама око Арабљанског мора и другде на Блиском истоку. Поштовале су се претходне религиозне институције, које су успостављене у Сумеру. Сумерски језик је остао језик религије. Саргонови наследници су подржавали сумерске култове. Саргонова ћерка је била свештеница Нане, божице месеца у Уру.

## Ратови на северозападу и истоку
Кратко након освајања Сумера, Саргон је предузео серију похода. Саргон је заузео Мари, Јармати, Еблу и чак и шуму кедрова у данашњем Либану. Освојио је и сребрену планину (Таурус). Акадско царство је додатним освајањима осигурало трговачке путеве, тако да се снабдевање дрвом и драгоценим металима могло сигурно обављати пловидбом низ Еуфрат до Акада.
На истоку Саргон је победио четворицу вођа Елама, који су предвођени краљем Аваном напали Акадско царство. После тога Саргон Велики је опљачкао градове Елама. Гувернери и поткраљеви Сузе, Бархаше и других области постали су вазали Акада, а акадски језик је постао службени језик међународнога значаја.

## Каснија власт
У тексту познатом као „Краљев еп и битка“ описује се Саргон како продире дубоко у срце Мале Азије да би заштитио трговце од данка краља Бурушанде. Спомиње се да је Саргон Велики прешао преко мора и стигао до Купара (Кипра).
Током каснијег периода његове власти глад и рат су угрозили Акадско царство. Хроника раних краљева спомиње да су избиле побуне широм Акадског царства:
Касније у његовој старости све земље су устале против њега, и опседали су га у Акаду. Саргон их је победио у бици. Одбио их је и уништио њихову велику војску и уточишта. Касније је напао Субарту свом силом, они су се покорили, а Саргон је окончао побуну и победио их, свргао их, уништио им уточишта, а њихову имовину одвукао у Акад.

## Смрт и заслуге
Саргон је према једној хронологији умро 2279. п. н. е. На вест о његовој смрти избиле су побуне у царству. Већину побуна је угушио његов син и наследник Римуш, који је владао девет година, а после њега је петнаест година владао други Саргонов син Маништушу. Саргон је био узор за друге месопотамске краљеве пуна два миленијума. Краљеви Асирије и Вавилона су себе сматрали наследницима Саргоновог царства. Могуће је да су били инспирисани његовим освајањима
Један текст, који се приписује Саргону каже
сада, било који краљ који жели да се зове мени једнаким, нека освоји све што сам ја освојио.